# Вільхівці (футбольний клуб, Івано-Франківська область)
Футбольний клуб «Вільхівці» — український аматорський футбольний клуб з Вільхівців Коломийського району Івано-Франківської області заснований у 1969 році. Виступає в Першій лізі чемпіонату Івано-Франківської області. Домашні матчі приймає на стадіоні «Чайка» в селі Вільхівцях місткістю 1500 глядачів, трав'яний газон якої серед найкращих в області. Володар Кубка Підгір'я 2023, чемпіон Івано-Франківської області сезону 2022/23.

## Історія команди

### Районний чемпіонат
Заснована в 1969 році. Перших серйозних успіхів на районному рівні тодішня «Чайка» здобула в 1974 році, коли успішно виступила в Другій лізі і стала переможцем першості. Лідери команди тих років: Василь Приймак, Іван Родим‘юк, Василь Півторак, Іван Приймак. У сезоні 1978 року команда перейшла грати на обладнаний стадіон у тій частині села, де пізніше зведено теперішню футбольну арену. У 1990-х роках заявило себе нове покоління: Василь Бичай, Дмитро Лютак, Іван Кубійович, Ярослав Лютак, Володимир Кошка, Дмитро Чорнописький. В 1990 році команда «Чайка» зіграла товаристський матч проти ветеранів київського «Динамо». В 1994-му — брала участь у зональних змаганнях першості України серед колективів спортивного товариства «Колос». 2010, 2011, 2012 рр. — команда «Чайка» — чемпіон Городенківського району. 2010, 2011 — володар Кубка району, 2012 — володар Суперкубка району. Провідні футболісти того періоду — Василь Гурак, Роман Приймак, Іван Прокіпчук, Станіслав Бичай, Юрій Богдан.

### Обласний чемпіонат
У 2014 році команда «Чайка» заявлена в чемпіонаті Івано-Франківської області. У 2015-му отримала срібло обласної першості, у 2016- му — перше місце і право виступати в Першій лізі обласних футбольних змагань.
У 2018 році на базі вільхівської «Чайки», чемпіона обласної футбольної першості 2017 року, яка вимушена була перейти на стадіон у Городенці, оскільки у Вільхівцях розпочали на той час масштабну реконструкцію стадіону, створена команда «Колос Городенківщини». Сезон 2018 року тодішній ФК «Колос Городенківщини», президентом якого був власник ППА «Вільхівці» Іван Приймак, розпочинав з «Кубка Підгір‘я», подолав на шляху до фіналу таких грандів як «Покуття» (Коломия), «Прикарпаття» (Івано-Франківськ), і лише в серії пенальті поступився в фіналі ФК «Карпати» (Галич), згодом — чемпіону області. «Колос Городенківщини» здобув у тому сезоні срібні нагороди в обласному футбольному чемпіонаті. Провідні в команді цього періоду: Михайло Прокіпчук, Василь Белей, Андрій Топчевський, Андрій Гордей.

## Стадіон «Чайка»
У 2019 році урочисто відкрито стадіон «Чайка», збудований силами і на кошти ППА «Вільхівці». Стадіон зведено відповідно до вимог сучасної спортивної інфраструктури і за параметрами відповідає арені, яка дозволяє проводити поєдинки клубів Другої футбольної ліги Українського чемпіонату. Обладнаний всіма необхідними комунікаціями, належним освітленням для проведення матчів у нічний час, забезпечено абсолютну якість трав‘яного газону, який відповідає стандартам головних спортивних арен держави. Окрім футбольних поєдинків, тут проводяться щорічні загальнорайонні Дні урожаїв, традиційні Свята української вишиванки, концерти провідних українських мистецьких колективів і груп, популярних артистів, інші масові заходи. Обладнана кабіна для коментаторів, зі стадіону професіональними журналістами здійснюються прямі трансляції матчів на Ютуб каналі. Спортивна арена — домашній стадіон лідера обласного футбольного Чемпіонату 2022—2023 ФК «Вільхівці».
У березні 2023 року футбольний клуб «Вільхівці» здобув один з трьох найпрестижніших футбольних трофеїв області — Кубок Підгір‘я, здолавши у фіналі «Пробій» (Городенка). У червні цього ж року завершився Чемпіонат Івано-Франківської області серед команд Першої ліги, ФК «Вільхівці» був лідером за підсумками першого кола, лідирував протягом другої половини другого кола, переміг у додатковому, «золотому» матчі, і вперше в своїй історії став чемпіоном Івано-Франківської області. Звання чемпіонів удостоєні: Остап Вульчин, Роман Лісовик, Мирослав Камрадський, Андрій Боднарук, Святослав Локатир, Владислав Блонський, Євген Данилюк, Андрій Слободян, Володимир Данищук, Василь Блащук, Роман Третяк, Ігор Крамар, Олександр Нестерук, Василь Буртник, Ярослав Дяків, Євген Борсук, Андрій Петранюк, Андрій Василів, Валентин Пасічник, Віталій Ходак. Успіхи тісно пов'язані з ім'ям головного тренера Андрія Нестерука, відомого футболіста, що в багаторічній кар'єрі має послужний список виступів, у тому числі на міжнародній арені.

## Титули
- Чемпіон Городенківського району (2010, 2011, 2012)
- Володар Кубка Городенківського району (2010, 2011)
- Володар Суперкубка Городенківського району (2012)
- Срібний призер Першості Івано-Франківської області (2015)
- Переможець Першості Івано-Франківської області (2016)
- Срібний призер Чемпіонату Івано-Франківської області (2018)
- Володар Кубка Підгір‘я (2023)
- Чемпіон Івано-Франківської області (2023)

## Кольори
Жовто-чорні
Резервна форма клубу
Зелена

## Штаб
Головний тренер: Андрій Нестерук.
Тренер: Роман Куртяник.
Президент: Іван Приймак.
Спортивний директор: Олександр Тарасюк.

## Партнери та спонсори
Генеральний спонсор футбольного клубу — приватне підприємство Агрофірма «Вільхівці», лідер у галузі сільськогосподарського виробництва і зберігання продукції в області. Підприємство — власник найпотужнішого в Західній Україні елеваторного комплексу сучасного типу. Президент клубу — Іван Приймак, представник сучасних українських сільськогосподарських еліт, в юності — футболіст команди «Чайка», протягом двох десятиліть опікується колективом, спершу як один з її меценатів, а останнє десятиліття як Президент.

## Відомі гравці
Василь Бичай (був на оглядинах у селекціонерів київського «Динамо»), Ярослав Лютак («Пробій» Городенка), Дмитро Чорнописький («Пробій» Городенка), Володимир Кошка («Пробій» Городенка), Остап Вульчин («Карпати» Львів, «Прикарпаття» Івано-Франківськ), Роман Лісовик («Карпати» Львів), Михайло Прокіпчук («Карпати», команда українців, яка виступає в любительській лізі чемпіонату Англії).